# Mondo (televisieprogramma)
Mondo was een culturele talkshow van de VPRO die werd uitgezonden op NPO 2. Het boeken-, film- en muziekprogramma kwam in plaats van Boeken en Vrije Geluiden.

## Opzet
Mondo startte begin 2020 en werd gepresenteerd door Nadia Moussaid. Het programma behandelde allerhande vormen van kunst en cultuur en er waren optredens. Ook werd er regelmatig een kunstobject in de studio tentoongesteld en dit werd dan, meestal door de kunstenaar zelf, nader toegelicht. In oktober 2020 raakte bekend dat het programma aan het einde van dat jaar zou stoppen.

## Bijzonderheden
- Tijdens de coronapandemie verzorgde het programma een tijdlang het project Dichter aan de lijn, waarbij het publiek een door de dichter zelf telefonisch voorgedragen gedicht kon 'bestellen'.
- In verschillende afleveringen fungeerde een cultuurpersoonlijkheid als gastcurator, bijvoorbeeld Hans Kesting op 16 mei.[4] In de laatste aflevering waren de kijkers zelf de gastcuratoren.
- Tijdens IDFA 2020 waren er een aantal specials te zien, onder de titel: Mondo op IDFA.